# Pagatenga
Pagatenga, également appelé Pamtenga, est une commune rurale située dans le département de Dapélogo de la province de l'Oubritenga dans la région Plateau-Central au Burkina Faso.

## Géographie
Pagatenga est situé à environ 6 km au sud de Dapélogo. La commune est traversée par la route nationale 22.

## Santé et éducation
Pagatenga accueille un centre de santé et de promotion sociale (CSPS) tandis que le centre médical avec antenne chirurgicale (CMA) de la province se trouve à Ziniaré.
Le village possède une école primaire publique classique, ainsi qu'un collège d'enseignement général (CEG) tandis que le lycée départemental se trouve à Guiè.